# Риб'ячі п'явки
Риб'ячі п'явки (Piscicolidae) — родина п'явок ряду Хоботні п'явки (Rhynchobdellida). Це паразити різних видів риби, лише декілька видів мають інших господарів: ракоподібні, молюски та черепахи. Ця родина цікава тим, що тільки в ній є п'явки, що живуть у морській воді. Морських видів набагато більше ніж прісноводних форм. Практично всі прісноводні види широко поширені у північній півкулі. Відомо лише декілька видів, що можуть жити як в прісній воді так і у морі.

## Опис
Риб'ячі п'явки відрізняються від інших п'явок формою присоски, яка чітко відокремлена від усього тіла: має форму чашки або диска. Сильна мускулатура передньої присоски виникла через необхідність прикріплення до тварин, що дуже швидко плавають. На передній присосці, у більшості риб'ячих п'явок, є дві пари очей, а задня присоска має світлочутливі клятини. Морські види мають ще одну пару очей, що розміщені на передньому кільці за присоскою, а у деяких видів часто розвинені і сегментові очка. Кількість кілець коливається від трьох до чотирнадцяти. У деяких видів, переважно у прісноводних, по боках розміщені дихальні міхурці, які при скорочені збагачують газообмін.

## Розмноження
Запліднені яйця відкладають у маленькі тверді кокони і прикріплюють їх до водоростей або інших предметів. Деякі морські види прикріплюють кокони на панцирі раків.

## Класифікація
- Ambulobdella A. Utevsky & S. Utevsky, 2018
- Antarcticobdella
- Bdellamaris
- Branchellion Savigny, 1822
- Brumptiana Llewellyn & Knight-Jones, 1984
- Calliobdella (van Beneden & Hesse, 1863)
- Cottobdella
- Cryobdellina
- Cyrillobdella
- Cystobranchus
- Dollfusobdella Burreson & Williams, 2008
- Galatheabdella
- Ganymedebdella Leigh-Sharpe, 1915
- Hirudo Linnaeus, 1758
- Janusion Leigh-Sharpe, 1933
- Johanssonia (Selensky, 1914)
- Leporinabdella Burreson & Williams, 2008
- Megaliobdella
- Orientobdella
- Phyllobdellina
- Phyllobranchus
- Pleurobdella>
- Pontobdellina Harding, 1927
- Pseudobranchellion
- Pterobdellina Bennike & Bruun, 1939
- Richardsonobdella
- Taimenobdella (Epshtein, 1987)
- Trachelobdellina
- Zeylanicobdella
- підродина Piscicolinae Johnston, 1865
  - Acipenserobdella Epstein, 1969
  - Baicalobdella Dogiel & Bogolepova, 1957
  - Caspiobdella Epshtein, 1966
  - Limnotrachelobdella (Epshtein, 1968)
  - Nototheniobdella A. Utevsky, 1993
  - Piscicola Blainville, 1818
  - Trachelobdella (Diesing, 1850)
- підродина Platybdellinae Epshtein, 1970
  - Aestabdella (Burreson, 1976)
  - Austrobdella (Badham, 1916)
  - Bathybdella (Burreson, 1981)
  - Beringobdella (Caballero, 1974)
  - Crangonobdella (Selensky, 1914)
  - Cryobdella (Harding, 1922)
  - Glyptonotobdella (Sawyer & White, 1969)
  - Hemibdella (van Beneden & Hesse, 1863. Revised)
  - Heptacyclus (Vasileyev, 1939)
  - Makarabdella (Richardson, 1959)
  - Marsipobdella (Moore, 1952)
  - Mysidobdella (Selensky, 1927)
  - Myzobdella (Leidy, 1851)
  - Notobdella (Benham, 1909)
  - Notostomum (Levinsen, 1882)
  - Oceanobdella (Caballero, 1956)
  - Ostreobdella (Oka, 1927)
  - Phyllobdella (Moore, 1939)
  - Piscicolaria (Whitman, 1889)
  - Platybdella (Malm, 1863)
  - Pterobdella (Kaburaki, 1921)
  - Trulliobdella (Brinkman, 1947)
- підродина Pontobdellinae Llewellyn, 1966
  - Mooreobdellina Epshtein, 1972
  - Oxytonostoma Malm, 1863
  - Pontobdella Leach, 1815
  - Stibarobdella (Leigh-Sharpe, 1925)